# سينما ليبية
مر تاريخ السينما في ليبيا بمراحل مختلفة، ففي ديسمبر 1951 استقلت ليبيا عن إيطاليا، ومع ذلك ظل سوق العروض السينمائية فيها تابعاً لإيطاليا على نحو لا نجد له مثيلاً إلا في الدول الواقعة تحت الحكم الاستعماري. ففي كل عام كانت دور العرض التي يبلغ عددها حوالي ثلاثين داراً، تعرض حوالي خمسين فيلماً مصرياً وأربعين فيلماً إيطالياً، وعشرة أفلام أو أكثر من الأفلام الأمريكية، وغيرها من أفلام الدول الغربية. وكانت الأفلام الإيطالية تعرض باللغة الإيطالية دون ترجمة عربية، وفي دور عرض مخصصة للأجانب فقط. كما فرض آنذاك على جميع دور العرض أن تعرض يوم الأحد أفلاماً إيطالية.
ففي عام 1966 مثلاً، كان في طرابلس 13 داراً للعرض منها تسعة للأجانب، وأربعة للمواطنين. وحتى قيام ثورة الفاتح من سبتمبر 1969 لم تعرف ليبيا الإنتاج السينمائي القومي عدا الجريدة التي كانت تصدرها الحكومة منذ عام 1955.

## تطور السينما
ظهرت السينما الليبية وتطورت خلال مرحلتين أساسيتين:
- الأولى منهما تقع خلال الفترة التي بدأت عام 1963 تقريباً، حتى بداية تاريخ إنشاء المؤسسة العامة للخيالة الليبية في عام 1973، حيث بدأت المرحلة الثانية. كانت الأشرطة المنتجة خلال المرحلة الأولى من نوع الأفلام التسجيلية مقاس 35مم، بعضها أبيض وأسود، والبعض الآخر ملوّن، وقد أنتجت بجهود بعض الشباب الليبي المتحمس والهاوي لهذا الفن، ولم يكن يزيد عددهم خلال بداية تلك المرحلة عن عدد أصابع اليدين. ويقدَّر عدد الأشرطة التي أنتجت خلال المرحلة الأولى بحوالي سبعين شريطاً تسجيلياً مختلفاً، صادف بعضها نجاحاً فنياً مرموقاً.
- مع بداية عام 1970 بُدئ في إنتاج مجموعة من الأشرطة السينمائية التعليمية بلغ عددها ستة أشرطة تعليمية، وفي عام 1971، أي بعد قيام ثورة الفاتح من سبتمبر، بدأ تطور كبير في مجال النشاط الخيالي عندما أنشأت أمانة الإعلام والثقافة إدارة الإنتاج السينمائي، وجُهزت بأحدث الآلات، والأجهزة، والمعدات اللازمة للإنتاج، فضلاً عن إنشاء معمل حديث لتحميض وطبع أشرطة الخيالة مقاس 35مم، 16 مم أبيض وأسود، أما الأشرطة الملونة فكان يجري تحميضها وطبعها بالخارج. وكان من إنجازات تلك الإدارة قيامها بإنشاء وتجهيز مكتبة وسجل خاص للأشرطة السينمائية، جمعت فيه بعض الأشرطة التسجيلية التاريخية التي صورت في ليبيا إبان الاحتلال الإيطالي بواسطة بعض شركات السينما الأجنبية. ويرجع تاريخ تصوير هذه الأشرطة إلى عام 1911، وقد أفادت هذه الأشرطة كثيراً في إنتاج بعض الأفلام التسجيلية الناجحة، يذكر منها شريط «كفاح الشعب الليبي ضد الاستعمار» الذي انتج عام 1973.[3]
- قفزت صناعة السينما في ليبيا قفزتها الكبرى في طريق النمو والارتقاء بصدور قانون إنشاء المؤسسة العامة للخيالة في 13 ديسمبر 1973، لتنتقل السينما الليبية بذلك إلى مرحلتها الثانية، التي تعد نقطة التحول والانطلاق إلى عالم السينما الرحب، حيث أنشأت المؤسسة العامة للخيالة معملاً حديثاً للصوت مجهزاً بأحدث الأجهزة والمعدات اللازمة للتسجيلات الصوتية 35 مم، 16 مم ضوئي، ومغناطيس، وقاعة حديثة للميكساج، والعرض، فضلاً عن أجهزة المونتاج والتوليف للصورة والصوت، وأحدث معداتٍ وأجهزةٍ للتصوير، والإضاءة.[4]

## إنتاج
في خلال الفترة من أبريل 1974 إلى أبريل 1979، أُنتج حوالي 134 شريطاً تسجيلياً متنوعاً، إلى جانب بعض أعداد من مجلة الخيالة المصورة. كما أُنتج كذلك 7 أشرطة روائية طويلة بعضها إنتاج مشترك، وحصل بعضها على جوائز دولية. في يونيو 1979، بُدئ في إنتاج أول شريط روائي طويل على مستوى الإنتاج العالمي بأيدٍ ليبية خالصة.
وفي 21 يوليو 1979، صدر قرار اللجنة الشعبية العامة بالجماهيرية بإنشاء الشركة العالمية للخيالة، لتصبح الجهة المختصة والمسؤولة عن كل ما يتعلق بالنشاط الخيالي من إنتاج، وعروض، واستيراد، وتوزيع، وتسويق الأشرطة، وقد ضم إليها جميع دور العرض بالجماهيرية.